# Acridocarpus socotranus
Acridocarpus socotranus es una especie de pequeño árbol perteneciente a la familia  Malpighiaceae. Es endémica de Yemen.  Su hábitat natural son los matorrales y bosques secos tropicales o subtropicales. 
Es un pequeño árbol o arbusto natural de Socotora.

## Taxonomía
Acridocarpus socotranus fue descrita por Daniel Oliver y publicado en Hooker's Icon. Pl. 25: t. 2433. 1896